# Oxyporus mannerheimii
Oxyporus mannerheimii (лат.) — вид жуков из подсемейства Oxyporinae семейства стафилинидов.
Тело чёрное. Длина тела имаго 7—9 мм. Латвия, Литва, Польша, Россия, Финляндия. Для России указан из средней полосы и севера европейской части. Вид был впервые описан в 1827 году шведским энтомологом, майором и академиком Леонардом Гилленхалем (1752—1840). Занесён в Красную книгу Латвии.